# William Kenrick
Pour les articles homonymes, voir William Kenrick (homonymie).
William Kenrick, né vers 1725 à Watford et mort le 10 juin 1779 à Londres, est un écrivain, traducteur, critique littéraire et polémiste britannique.

## Biographie
Kenrick est né à Watford dans le Hertfordshire. Il est le fils d'un fabricant de baleine. 
Il aurait apparemment obtenu un doctorat à l'Université de Leiden mais d'autres sources affirment qu'il a fréquenté une université écossaise. Il apparaît pour la première fois comme pamphlétaire en 1751 lorsqu'il écrit, sous le nom d'« Ontologos », The Grand Question debated; or an Essay to prove that the Soul of Man is not, neither can it be Immortal. De manière typique, Kenrick fournit immédiatement une réponse à cette question prouvant le contraire, une tactique qu'il utilisera souvent pour faire connaître ses productions.
L'une de ses premières cibles est Christopher Smart dont il attaque le poème Night Piece dans le mensuel londonien The Kapelion; or Poetical Ordinary, consisting of Great Variety of Dishes in Prose and Verse, recommended to all who have a Good Taste or Keen Appetite en 1750 sous le nom de plume de Whimsey Banter.
En 1752, Kenrick se moque publiquement de Henry Fielding et de Tobias Smollett dans son divertissement Fun : a Parodi-tragi-comical Satire, une parodie de Macbeth dans laquelle les étranges sœurs tournent autour de leur chaudron, y jetant des romans, des périodiques et des brochures contemporains. La pièce est cependant interdite par le Lord-Maire.
L'œuvre la plus connue de Kenrick, réimprimée dans plus de 20 éditions, est un livre de courtoisie publié en 1753 sous le titre The Whole Duty of a Woman; or, A Guide to the Female Sex, from the Age of Sixteen to Sixty, &c, mais l'auteur est simplement répertorié comme « Une dame » (a Lady). Kenrick y assume le personnage d'une femme déchue, maintenant réformée, qui veut persuader d'autres femmes de vivre une vie vertueuse. L'ironie de la prétention de Kenrick d'améliorer le ton moral de l'Angleterre féminine n'est pas passée inaperçue : il a été décrit comme « l'un des écrivains hackers les plus méprisés, ivres et moralement dégénérés de Londres à la fin du XVIIIe siècle ».
En 1758 paraissent ses Epistles, Philosophical and Moral, une « défense avouée de l'infidélité » qui offrent les meilleurs exemples de sa poésie.
En novembre 1759, Kenrick (le « scélérat superlatif ») succède à Oliver Goldsmith en tant que rédacteur en chef de The Monthly Review. Il signale son avènement en écrivant une attaque scandaleuse contre Enquiry into the Present State of Polite Learning in Europe de Goldsmith. Sa diffamation est si injustifiée que Ralph Griffiths (en) (l'éditeur) présente des excuses indirectes pour son successeur par une critique favorable mais brève (en juin 1762) de « The Citizen of the World ».

### Traductions et autres publications
Kenrick publie sa traduction de Julie ou la Nouvelle Héloïse de Jean-Jacques Rousseau en 1761. Malgré le fait qu'il substitue partout le nom d'Eloisa à celui de Julie (ce qui n'a aucune importance pour le lecteur, comme il l'écrit)), l'ouvrage est un succès et connait six réimpressions jusqu'en 1776.
En 1765, il publie A Review of Dr Johnson's new edition of Shakspeare: in which the Ignorance, or Inattention, of that Editor is exposed, and the Poet defended from the Persecution of his Commentators.
Falstaff's Wedding (en), une suite comique d' Henri IV (deuxième partie), écrite à l'imitation de Shakespeare, est publiée en 1760. Une version fortement réécrite de la pièce n'a été mise en scène que pour une seule représentation en 1766 et a été rarement reprise. La version réécrite a été publiée la même année.
The Widowed Wife (en) (1767) est mieux accueillie : elle se produit pendant 14 nuits et reprend la saison suivante.
En 1770 et 1771, Kenrick publie deux articles sur le mouvement perpétuel : An account of the Automaton, or Perpetual Motion of Orffyreus et A Lecture on the Perpetual Motion.
Il publie Love in the Suds en 1772, un églogue, attaque directe contre David Garrick, portant des accusations explicites d'homosexualité avec Isaac Bickerstaffe. Garrick a immédiatement intenté une action en justice contre Kenrick qui a été contraint de publier des excuses quelque peu ambivalentes.
En 1773, il publie A New Dictionary of the English Language, dans lequel il indique la prononciation avec des signes diacritiques et divise les mots selon leurs syllabes ; il s'agit d'une réponse au Linguæ Britannicæ Vera Pronunciatio de James Buchanan – le seul dictionnaire de prononciation à l'époque, que Kenrick a censuré pour son origine écossaise. La même année, le 20 novembre 1773, sa comédie The Duellist (en) est créée à Covent Garden, mais ne dure qu'une nuit,.
Kenrick fonde en 1775 le recueil de critiques de livres The London Review of English and Foreign Literature qui parait de 1775 à 1780, une revue mensuelle de 80 pages qui attaque la plupart des écrivains contemporains et leurs œuvres et donne de mauvaises critiques habituelles à Covent Garden et Drury Lane. Le magazine est continué pendant un an après sa mort par son fils William Shakespeare Kenrick.
1778 voit la production de deux autres pièces de Kenrick : The Lady of the Manor, un opéra-comique avec une musique de James Hook et The Spendthrift; or, The Christmas Gambol, une farce basée sur The Country Lasses (en) de Charles Johnson qui est retirée après deux nuits.
De 1778 à 1779, il dirige une traduction des œuvres de Voltaire en 8 volumes.
Alcoolique, il meurt en 1779.